# Wereldkampioenschappen schoonspringen 1978
De wereldkampioenschappen schoonspringen 1978 vonden plaats van 20 tot en met 28 augustus 1978 in West-Berlijn. Het toernooi maakte deel uit van de door FINA georganiseerde wereldkampioenschappen zwemsporten 1978.

## Medailles

### Mannen
| Onderdeel      | Goud                           | Goud   | Zilver                                       | Zilver | Brons                        | Brons  |
| -------------- | ------------------------------ | ------ | -------------------------------------------- | ------ | ---------------------------- | ------ |
| 3 m plank      | Phil Boggs Verenigde Staten    | 913,95 | Falk Hoffmann Duitse Democratische Republiek | 873,33 | Giorgio Cagnotto Italië      | 845,51 |
| 10 meter toren | Greg Louganis Verenigde Staten | 844,11 | Falk Hoffmann Duitse Democratische Republiek | 836,76 | Vladimir Aleynik Sovjet-Unie | 813,62 |

### Vrouwen
| Onderdeel      | Goud                       | Goud   | Zilver                                         | Zilver | Brons                              | Brons  |
| -------------- | -------------------------- | ------ | ---------------------------------------------- | ------ | ---------------------------------- | ------ |
| 3 meter plank  | Irina Kalinina Sovjet-Unie | 691,43 | Cynthia Potter Verenigde Staten                | 643,22 | Jennifer Chandler Verenigde Staten | 637,41 |
| 10 meter toren | Irina Kalinina Sovjet-Unie | 412,71 | Martina Jäschke Duitse Democratische Republiek | 384,09 | Melissa Briley Verenigde Staten    | 364,74 |

### Medaillespiegel
| Plaats | Land                           | Goud | Zilver | Brons | Totaal |
| 1      | Verenigde Staten               | 2    | 1      | 2     | 5      |
| 2      | Sovjet-Unie                    | 2    | 0      | 1     | 3      |
| 3      | Duitse Democratische Republiek | 0    | 3      | 0     | 3      |
| 4      | Italië                         | 0    | 0      | 1     | 1      |
| Totaal | Totaal                         | 4    | 4      | 4     | 12     |

Belgrado 1973 · 
Cali 1975 · 
West-Berlijn 1978 · 
Guayaquil 1982 · 
Madrid 1986 · 
Perth 1991 · 
Rome 1994 · 
Perth 1998 · 
Fukuoka 2001 · 
Barcelona 2003 · 
Montréal 2005 · 
Melbourne 2007 · 
Rome 2009 · 
Shanghai 2011 · 
Barcelona 2013 · 
Kazan 2015 · 
Boedapest 2017 · 
Gwangju 2019 · 
Boedapest 2022 · 
Fukuoka 2023 · 
Doha 2024